# SpongeBob SquarePants (musical)
SpongeBob SquarePants: The Broadway Musical (originalmente intitulado The SpongeBob Musical) é um musical coproduzido e dirigido por Tina Landau com músicas de vários artistas, libreto de Kyle Jarrow, e baseado na série animada de televisão SpongeBob SquarePants, do canal Nickelodeon. Estreou em junho de 2016 no Oriental Theatre em Chicago. Depois de um mês de pré-estreias, o musical estreou no Palace Theatre da Broadway em dezembro de 2017. O espetáculo foi produzido pela Nickelodeon, The Araca Group, Sony Masterworks e Kelp on the Road.
O musical recebeu elogios da crítica. Com doze indicações ao Tony Award, empatou com outro musical, Mean Girls, na produção mais indicada no 72º Tony Awards em 2018. A última apresentação oficial ocorreu no Palace Theatre em 16 de setembro de 2018, depois de 327 apresentações regulares. Em 7 de dezembro de 2019, a Nickelodeon exibiu um especial de televisão do programa com membros do elenco original da Broadway.

## Desenvolvimento
Em 17 de janeiro de 2014, Wayne Coyne, vocalista da banda de rock The Flaming Lips anunciou em deu Twitter que estava escrevendo letras para um musical de Bob Esponja em desenvolvimento. Os planos oficiais para o show foram anunciados pela primeira vez no Nickelodeon em 25 de fevereiro de 2015. A apresentação inicial incluiu uma performance da abertura do musical, Bikini Bottom Day. Em 26 de fevereiro, Sarah Kirshbaum Levy, diretora de operações da Nickelodeon, declarou à Associated Press que o espetáculo ainda não estava concluído. Em agosto, a Nickelodeon anunciou que o show estrearia em Chicago antes da Broadway no final de 2016. Foram anunciados também o diretor Kyle Jarrow, também autor do libreto sobre o espetáculo, e vários artistas envolvidos no musical.
No início de 2016, os executivos da Nickelodeon se reuniram com os proprietários do teatro da Broadway para organizar a estreia. Michael Reidel, do New York Post, afirmou que os executivos da Broadway ficaram impressionados depois de assistirem à apresentação do show. A lista completa do elenco foi divulgada em abril e os ensaios para a estreia do programa em Chicago começaram em Nova York no dia 11 do mesmo mês, seguindo-se os ensaios técnicos, realizados no final de maio. O crítico de teatro Chris Jones, do Chicago Tribune, afirmou que a Nickelodeon estava preocupada com "uma roupagem incompleta de Bob Esponja, transformando-a em uma fotografia, antecipando uma grande revelação planejada". Em junho, Gordon Cox, da Variety, revelou que o orçamento do musical estava entre US$ 15 e US$ 20 milhões. O show estreou em 7 de junho de 2016 no Oriental Theatre em Chicago, antes da Broadway, que aconteceria apenas em 4 de dezembro de 2017 no Palace Theatre.

## Sinopse

### Pré-show
Patchy, o Pirata, fã número um de Bob Esponja, senta-se no palco depois que a plateia se acomoda. Ele revela que viajou de Encino, Califórnia, para assistir ao musical. Dois seguranças pedem que Patchy se retire, pois o show está prestes a começar. Patchy não sai e é expulso quando afirma que está sendo vítima de discriminação a piratas e canta uma música de protesto. Um dos guardas se desculpa e depois convida o público a apreciar o espetáculo. No especial de televisão, esse prólogo é substituído por um segmento animado sobre normas de conduta no teatro.

### Primeiro ato
SpongeBob SquarePants acorda e dá as boas-vindas ao dia com seu caracol de estimação, Gary Caracol (interpretação da música "Bikini Bottom Day"). Ele cumprimenta vários amigos em sua cidade natal, Bikini Bottom - incluindo seu melhor amigo Patrick Estrela, seu vizinho Lula Molusco e sua amiga Sandy Cheeks - enquanto caminha para o restaurante Krusty Krab. No trabalho, seu chefe, Mr. Krabs, diz à filha Pearl que um dia ela administrará o restaurante. Com o desinteresse de Pearl, Bob Esponja manifesta o desejo de se tornar gerente. Krabs ri da ideia, dizendo a Bob Esponja que ele é "só uma simples esponja" (interpretação da música "Bikini Bottom Day" - Reprise 1). Então, um violento tremor agita repentinamente a cidade inteira.
Uma reportagem revela que o tremor foi causado pelo Monte Humongous, um vulcão que fica próximo à cidade e que em breve entrará em erupção (interpretação da música "No Control"). Bob Esponja conforta seu amigo Patrick, que está nervoso, reiterando que eles serão melhores amigos para sempre (interpretação da música "BFF"). Com a cidade em pânico pela desgraça iminente, o casal de vilões "Plankton" e "Karen" tenta convencer os cidadãos a entrar em uma cápsula de fuga que garante segurança - um ardil de seu esquema secreto de hipnotizar os cidadãos na cápsula a gostar do amigo que os serve em seu restaurante, o Chum Bucket (interpretação da música ""When the Going Gets Tough""). As pessoas da cidade, sem saber, apoiam essa ideia e decidem realizar um concerto musical de última hora para arrecadar fundos. A ideia de Lula Molusco de um show individual é imediatamente descartada. Em vez disso, Pearl sugere que a famosa banda de rock Electric Skates toque no show. Todos concordam e Lula Molusco é nomeado gerente do evento. Apesar dos pedidos de Sandy de que a ciência poderia ajudá-los a resolver o problema, os habitantes da cidade a ignoram por ser um mamífero terrestre (uma esquila).
Bob Esponja, no entanto, é contra a ideia de deixar a cidade e acredita que os cidadãos devem salvar Bikini Bottom. Ele pensa nas palavras que Mr. Krabs dirigiu a ele e se pergunta se ele poderia salvar a cidade (interpretação da música "(Just a) Simple Sponge"). Ele pede ajuda a Patrick e Sandy. Krabs vê o desastre como uma oportunidade de ganhar dinheiro, realizando uma "venda apocalíptica". Pearl se preocupa com a ganância de seu pai, acreditando que isso obscurece seus cuidados por ela ((interpretação da música "Daddy Knows Best").
Enquanto isso, Bob Esponja convence Patrick e Sandy a se unirem, escalar o vulcão e impedir que ele entre em erupção com um dispositivo de bolhas que Sandy construirá. Os amigos estão determinados a ter sucesso (interpretação da música "Hero Is My Middle Name"). Antes de começarem seu plano, um grupo de sardinhas aparece. Elas encontraram sabedoria nos pensamentos de Patrick na reunião da cidade e decidem torná-lo seu novo líder (interpretação da música "Super Star Sea Saviour"). Patrick gosta da ideia e decide desistir do plano de Bob Esponja, para que possa desfrutar da repentina notoriedade, irritando o amigo. Os dois discutem e deixam de ser "melhores amigos". Depois que Patrick sai, Sandy lembra Bob Esponja que as coisas vão ficar bem. A empresa inteira revela seus pensamentos e sentimentos pessoais sobre o desastre iminente (interpretação da música "Tomorrow Is").

### Segundo ato
Patchy novamente entra no palco, dizendo à plateia que os piratas são perseguidos por outros por causa de estereótipos (interpretação da música "Poor Pirates"). A música é interpretada por Patchy e um grupo de outros piratas que ele conhece durante o primeiro ato do espetáculo, ao entrar no bar Hell's Kitchen nas proximidades. O segurança do teatro novamente intervém para afastar Patchy.
Bob Esponja acorda e faz a saudação a um novo dia - o dia em que se espera que o vulcão entre em erupção (interpretação da música "Bikini Bottom Day" - Reprise 2). Bikini Bottom caiu em anarquia e caos: o prefeito impõe uma ditadura sobre as pessoas e uma multidão enfurecida começa a caçar Sandy, pensando que suas invenções científicas são a causa da iminente erupção do vulcão. Sandy se esconde da multidão e mostra a Bob Esponja o engenhoso dispositivo bolha, o Eruptor Interrupter. Eles planejam jogá-lo dentro do vulcão e salvar a cidade.
De volta a Bikini Bottom, Plankton teme que Sandy e Bob Esponja subam com sucesso a montanha e salvem a cidade, mas Karen diz a ele que encontrou seu fabricante de avalanches. Ela diz que eles podem usá-lo para criar uma avalanche de qual Bob Esponja e Sandy não sobreviverão. Patins elétricos chegam (interpretação da música "Bikini Bottom Boogie"). Lula Molusco pergunta se ele pode se apresentar com eles como um ato de abertura. A banda só o permitirá se o Lula Molusco comprar todos os itens de uma longa lista de compras. Enquanto isso, Bob Esponja e Sandy sobem o vulcão com grande dificuldade. Sandy tenta melhorar o ânimo, lembrando-os do que aprenderam na aula de karatê sobre nunca desistir (interpretação da música "Chop to the Top"). Bob Esponja não pode deixar de pensar em como ele sente falta de Patrick e desejaria estar lá para ajudá-los. Na planície de Bikini Bottom, Patrick ganha a vida como um guru desinteressante e também sente falta de Bob Esponja, levando-o a deixar seus seguidores para trás para ajudar Bob Esponja (interpretação da música "Acho que sinto falta de você").
Lula Molusco consegue todos os itens da lista, exceto um, então a banda se recusa a deixá-lo se apresentar, apesar de seus pedidos, chamando-o de "perdedor". O uso dessa palavra faz com que Lula Molusco - constantemente chamado de perdedor na infância - volte a atacar a banda com raiva. A banda sai, deixando Lula Molusco sozinho; ele insiste que não é um perdedor e toca uma música com um número de sapateado e um coro de backup em sua imaginação (interpretação da música "I'm Not a Loser"). No entanto, devido ao fato da banda ter desaparecido, não há mais concerto e os cidadãos da cidade começarem a lutar violentamente. De volta à montanha, Plankton e Karen usam um dispositivo que provoca avalanches e Bob Esponja cai da montanha. Patrick o salva com um dispositivo a jato que Sandy inventou, os dois reatam a velha amizade e seguem Sandy até o cume da montanha. Quando chegam ao topo, Sandy e Patrick não conseguem alcançar a borda onde precisam jogar o Eruptor Interrupter. Eles se voltam para Bob Esponja, que duvida de suas habilidades (interpretação da música "Just a Simple Sponge" - Reprise 1). Eles lembram que ele é o único que consegue se espremer em áreas apertadas e que seu otimismo os levou até ali. Com nova determinação, Bob Esponja lança o Eruptor Interrupter. Eles logo descobrem o caos que o Bikini Bottom está tendo, e imediatamente saltam de para-quedas até a cidade para impedir que a luta piore.
Bob Esponja tenta acalmar todos, insistindo que, apesar do que quer que aconteça, eles têm um ao outro (interpretação da música "Best Day Ever"). Quando chega a hora de o vulcão entrar em erupção, todos se preparam para a morte. O tempo passa e não ocorre a erupção, mas apenas bolhas no ar, sinalizando que o Interruptor Eruptor funcionou. Com Bikini Bottom salva, todos se desculpam por seu comportamento, Plankton e Karen revelam seu segredo. O Sr. Krabs decide ter Bob Esponja como gerente do Krusty Krab. Todos então decidem que deveriam comemorar com um novo show liderado por Pearl e Lula Molusco, para sua alegria, pois Sandy agora é recebida de volta pelos cidadãos de Bikini Bottom. Patchy desce por uma corda, finalmente conseguindo se infiltrar no show. Ele faz com que o elenco concorde com relutância em deixá-lo fazer parte do final, pois as pessoas da cidade recebem o novo dia (interpretação da música "Bikini Bottom Day" - Reprise 3). No encerramento do espetáculo, o elenco executa uma música final, o tema "SpongeBob SquarePants Theme Song".

## Repertório musical

### Primeiro ato
- Bikini Bottom Day de Jonathan Coulton - Bob Esponja, Patrick, Lula Molusco, Sandy, Mr. Krabs, Plankton, Karen & Companhia
- No Control de David Bowie e Brian Eno - Perch Perkins, Bob Esponja, Mr. Krabs, Pearl, Lula Molusco, Patrick, Sandy, Plankton, Karen & Companhia
- BFF por Plain White T's - Bob Esponja e Patrick
- When the Going Gets Tough por T.I. - Plankton, Karen, Bob Esponja & Companhia
- (Just a) Simple Sponge do Panic! at the Disco - Bob Esponja e Conjunto Daddy Knows Best de Alex Ebert - Mr. Krabs & Pearl
- Daddy Knows Best por Alex Ebert – Mr. Krabs & Pearl
- Hero Is My Middle Name de Cyndi Lauper e Rob Hyman - Bob Esponja, Patrick e Sandy
- Super Sea Star Saviour de Yolanda Adams - Patrick & Sardinhas
- "Tomorrow Is" por The Flaming Lips - Sandy, Bob Esponja, Lula Molusco, Mr. Krabs, Plâncton, Karen & Companhia

### Segundo ato
- Poor Pirates de Sara Bareilles - Patchy & Piratas
- Bikini Bottom Day de Jonathan Coulton - Bob Esponja, Patrick, Lula Molusco, Sandy, Mr. Krabs, Plankton, Karen & Companhia
- Bikini Bottom Boogie de Steven Tyler e Joe Perry - os patins elétricos, Pérola & companhia (2)
- Chop to the Top de Lady Antebellum - Sandy e Bob Esponja
- (I Guess I) Miss You de John Legend - Patrick & Bob Esponja
- I'm Not a Loser de They Might Be Giants - Lula Molusco & Companhia
- (Just a) Simple Sponge by Panic! at the Disco – SpongeBob
- Best Day Ever de Andy Paley e Tom Kenny - Bob Esponja & Companhia
- SpongeBob SquarePants Theme Song de Derek Drymon, Mark Harrison, Stephen Hillenburg e Blaise Smith - Bob Esponja

### Instrumental
A orquestração do espetáculo foi supervisionada pelo maestro Tom Kitt, com a coordenação de Michael Aarons e Michael Keller. A preparação musical foi de Emily Grishman, e a orquestra foi formada por dezoito músicos. A direção ficou a cargo de Julie McBride.

### Trilha sonora original
Em 14 de setembro de 2017, quase três meses antes da estreia do espetáculo na Broadway, o elenco gravou a trilha sonora original, que foi disponibilizada no site National Public Radio (NPR). A gravação foi liberada para venda em mídia física bem como nos sites de streaming em 22 de setembro.
A trilha foi escrita e composta por vários artistas. Os arranjos e orquestração foram de by Tom Kitt. O tema de abertura Bikini Bottom Day e as letras de outras músicas foram de Jonathan Coulton.

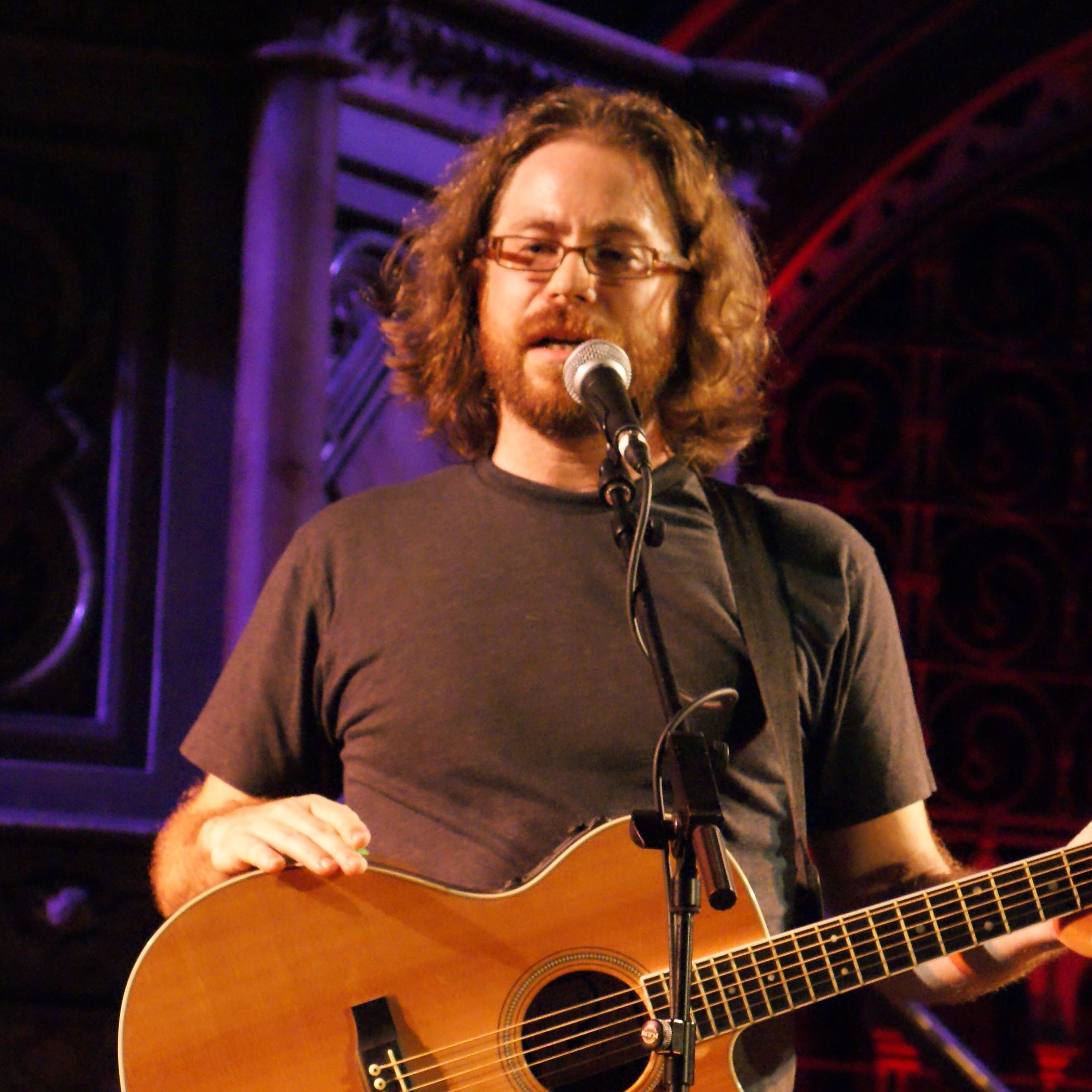
Jonathan Coulton, autor de Bikini Bottom Day, tema de abertura do musical

| N.º            | Título                                                                                              | Duração |  |
| 1.             | "Prologue"                                                                                          | 1:04    |  |
| 2.             | "Bikini Bottom Day" (Jonathan Coulton)                                                              | 6:12    |  |
| 3.             | "No Control" (David Bowie and Brian Eno)                                                            | 3:17    |  |
| 4.             | "BFF" (Plain White T's)                                                                             | 2:41    |  |
| 5.             | "When the Going Gets Tough" (T.I.)                                                                  | 2:47    |  |
| 6.             | "(Just a) Simple Sponge" (Panic! at the Disco)                                                      | 3:57    |  |
| 7.             | "Daddy Knows Best" (Alex Ebert)                                                                     | 2:53    |  |
| 8.             | "Hero Is My Middle Name" (Cyndi Lauper e Rob Hyman)                                                 | 3:15    |  |
| 9.             | "Super Sea Star Savior" (Yolanda Adams)                                                             | 4:44    |  |
| 10.            | "Tomorrow Is" (The Flaming Lips)                                                                    | 3:31    |  |
| 11.            | "Poor Pirates" (Sara Bareilles)                                                                     | 3:49    |  |
| 12.            | "Bikini Bottom Boogie" (Steven Tyler e Joe Perry)                                                   | 2:11    |  |
| 13.            | "Chop to the Top" (Lady Antebellum)                                                                 | 2:26    |  |
| 14.            | "(I Guess I) Miss You" (John Legend)                                                                | 3:41    |  |
| 15.            | "I'm Not a Loser" (They Might Be Giants)                                                            | 4:38    |  |
| 16.            | "Best Day Ever" (Andy Paley e Tom Kenny)                                                            | 4:19    |  |
| 17.            | "Bikini Bottom Day (Reprise)" (Coulton)                                                             | 2:04    |  |
| 18.            | "SpongeBob SquarePants Theme Song" (Derek Drymon, Mark Harrison, Stephen Hillenburg e Blaise Smith) | 0:47    |  |
| Duração total: | Duração total:                                                                                      | 57:19   |  |

## Produções

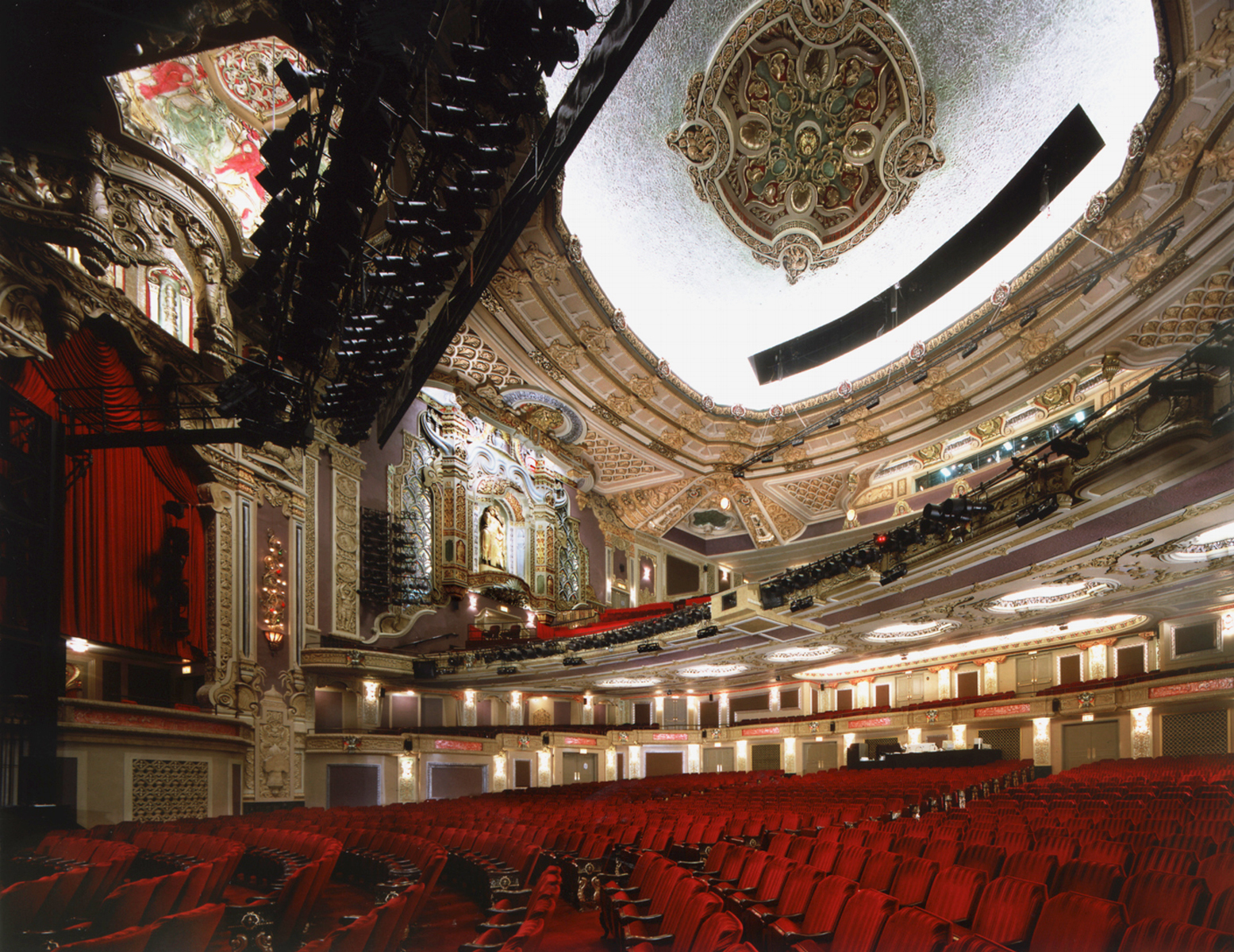
Oriental Theater, em Chicago, onde aconteceu a estreia do musical em junho de 2016. Em fevereiro de 2019 foi renomeado como Nederlander Theatre

O musical SpongeBob SquarePants estreou no Oriental Theatre, em Chicago, em 19 de junho de 2016. Estreou na Broadway, no Palace Theatre em 4 de dezembro, com coreografia de Christopher Gattelli, supervisão musical de Tom Kitt e direção musical de Julie McBride. A cenografia e figurinos ficaram a cargo de David Zinn. Permaneceu em cartaz até 16 de setembro de 2018, totalizando 327 apresentações, sem ter conseguido recuperar o custo de produção, que foi de US$ 18 milhões. Segundo seus produtores, as apresentações na Broadway foram interrompidas devido à reforma do Palace Theatre, embora The New York Times tenha revelado que o desempenho financeiro do musical foi decepcionante.
A Nickelodeon anunciou em outubro de 2019 que iria produzir um especial de televisão do musical, chamado The Bob Esponja Musical: Live On Stage!, que seria gravado com uma platéia ao vivo, e apresentantando o elenco original da Broadway, como Ethan Slater, Danny  Skinner e Gavin Lee. Em novembro de 2019 foi anunciado que Tom Kenny iria reviver seu papel na série como Patchy, o Pirata em um especial que iria ao ar em 7 de dezembro.
Uma turnê pelos Estados Unidos, não patrocinada pela associação de atores Actors' Equity estreou em 22 de setembro de 2019 no Proctors Theatre, em Schenectady, no estado de Nova Iorque. Em abril de 2020 a turnê foi suspensa por causa da pandemia de COVID-19.

## Elenco
| Personagem          | Elenco original em Chicago (2016)                                | Elenco original na Broadway (2017)                               | Especial de TV (2019)                                            | Elenco da turnê norte-americana (2019)                          |
| ------------------- | ---------------------------------------------------------------- | ---------------------------------------------------------------- | ---------------------------------------------------------------- | --------------------------------------------------------------- |
| Bob Esponja         | Ethan Slater                                                     | Ethan Slater                                                     | Ethan Slater                                                     | Lorenzo Pugliese                                                |
| Patrick Estrela     | Danny Skinner                                                    | Danny Skinner                                                    | Danny Skinner                                                    | Beau Bradshaw                                                   |
| Sandy Cheeks        | Lilli Cooper                                                     | Lilli Cooper                                                     | Christina Sajous                                                 | Daria Pilar Redus                                               |
| Lula Molusco        | Gavin Lee                                                        | Gavin Lee                                                        | Gavin Lee                                                        | Cody Cooley                                                     |
| Plankton            | Nick Blaemire                                                    | Wesley Taylor                                                    | Wesley Taylor                                                    | Tristan McIntyre                                                |
| Karen               | Stephanie Hsu                                                    | Stephanie Hsu                                                    | Katie Lee Hill                                                   | Caitlin Ort                                                     |
| Mr. Krabs           | Carlos Lopez                                                     | Brian Ray Norris                                                 | Brian Ray Norris                                                 | Zach Kononov                                                    |
| Pearl               | Emmy Raver-Lampman                                               | Jai'len Christine Li Josey                                       | Jai'len Christine Li Josey                                       | Méami Maszewski                                                 |
| Mrs. Puff           | Abby C. Smith                                                    | Abby C. Smith                                                    | Abby C. Smith                                                    | Natalie L. Chapman                                              |
| Gary Caracol        | Tom Kenny (prerecorded)                                          | Allan K. Washington                                              | Allan K. Washington                                              | Dorian O'Brien                                                  |
| Patchy, o Pirata    | Jason Michael Snow                                               | Jon Rua                                                          | Tom Kenny                                                        | Morgan Blanchard                                                |
| Prefeito            | Gaelen Gilliland                                                 | Gaelen Gilliland                                                 | Bryonha Parham                                                   | Helen Regula                                                    |
| Perch Perckins      | Kelvin Moon Loh                                                  | Kelvin Moon Loh                                                  | Kelvin Moon Loh                                                  | Richie Dupkin                                                   |
| Velho Jenkins       | Mark Ledbetter                                                   | JC Schuster                                                      | JC Schuster                                                      | Stephen C. Kallas                                               |
| Mr. Lawrence        | Allan K. Washington                                              | Allan K. Washington                                              | Allan K. Washington                                              | Dorian O'Brien                                                  |
| Os Patins Elétricos | Curtis Holbrook L'ogan J'ones JC Schuster                        | Curtis Holbrook L'ogan J'ones Kyle Matthew Hamilton              | Curtis Holbrook L'ogan J'ones Kyle Matthew Hamilton              | Joshua Bess Stefan Miller Miles Davis Tillman                   |
| Narrador Francês    | Mark Ledbetter                                                   | Tom Kenny (prerecorded)                                          | Tom Kenny (prerecorded)                                          | Kenneth Ferrone                                                 |
| Grupo de Sardinhas  | Oneika Phillips, Jon Rua, Lauralyn McClelland, Robert Taylor Jr. | Oneika Phillips, Jon Rua, Lauralyn McClelland, Robert Taylor Jr. | Oneika Phillips, Jon Rua, Lauralyn McClelland, Robert Taylor Jr. | Elle-May Patterson, Sydney Simone, Ayana Strutz, Rico Velazquez |

## Avaliação da crítica
A apresentação original em Chicago recebeu críticas positivas. Dean Richards, crítico de entretenimento da rede WGN-TV avaliou que "a história é multi-facetada, tanto para crianças como para adultos, que resulta em um dos programas mais divertidos, bem produzidos e com as melhores atuações que Chicago já viu em muito tempo." O jornalista Chris Jones, do Chicago Tribune, elogiou o elenco (particularmente Slater, Skinner, Cooper e Lee) e a produção. Sobre a trilha sonora, escreveu que a "maior aposta do musical - uma trilha composta de singles por diferentes compositores e unificada pelo maestro Tom Kitt - funciona muito bem". No entanto, ele advertiu que "a transição para a Broadway precisaria envolver uma maior atenção à realidade de Bikini Bottom, com certeza, mas mantendo a veracidade humana metafórica". Steve Oxman, na revista Variety também fez elogios ao espetáculo. Hedy Weiss, do Chicago Sun-Times elogiou a criatividade e coerência do cenário, mas achou que era extravagante demais, escrevendo que o musical era "previsível". Kendall Ashley of Nerdist, descreveu o cenário como "bastante impressionante". Barbara Vitello, do Daily Herald elogiou os figurinos e desempenho dos atores, afirmando que "os figurinos imaginativos, que dão um toque de cor ao cenário verde-marinho e azul-marinho, estão entre as delícias do musical".
A produção da Broadway recebeu críticas semelhantes. Ben Brantley, do The New York Times, definiu o espetáculo como "uma gigantesca risada", e particularmente elogiou o desempenho de Slater pela atuação como Bob Esponja. Marilyn Stasio da revista Variety declarou que o musical proporcionou uma boa quantidade de "diversão tonta e pateta" para todos os públicos. Peter Marks, do Washington Post, escreveu que, embora o espetáculo apresente uma produção e engenharia impressionantes, além de cenários e roupas exuberantes em cores neon, seu enredo "pesado" e "prolongado" torna o musical uma novidade recomendável apenas para os verdadeiros fãs da série. Alexis Soloski, do The Guardian considerou o enredo principal de "pobre" e os subtemas de "totalmente ignoráveis", resultando em um show que "é tão superficialmente divertido quanto insistentemente esquecível".